# Motu Nui
Motu Nui (Rapanui: große Insel) ist die größte der unbewohnten Nebeninseln der chilenischen Osterinsel und der westlichste Punkt des Staates Chile. Sie ist der Südwestspitze der Osterinsel vorgelagert und liegt in Sichtweite der Kultstätte Orongo, etwa 1,5 Kilometer davon entfernt.

## Geografie und Geologie
Die Osterinsel ist aus drei großen Vulkanen mit ihren Nebenkratern entstanden: Poike im Osten, Maunga Terevaka im Norden und Rano Kao (auch Rano Kau) im Südwesten. Vom Rano Kao aus zieht sich ein submariner Höhenzug, der 50 km lange Rano-Kao-Rücken (Rano Kao Ridge), nach Südwesten, von dem nur die drei felsigen Nebeninseln Motu Nui, Motu Iti und Motu Kau Kau über die Meeresoberfläche hinausragen. Sie stellen wahrscheinlich Überreste parasitärer Vulkane des Rano Kao dar und waren einst Teil des Festlandes. Über ihre Lage gibt eine mündlich tradierte Rapanui-Legende Aufschluss, die der Ethnologe Alfred Métraux aufgezeichnet hat: Motu Nui, Motu Iti und Motu Kau Kau besiegten Motu Marotiri in einer Schlacht. Es war ein langer und harter Kampf und Motu Marotiri wurde geschlagen. Der Besiegte musste flüchten und fand seine Heimat fortan weit weg von den anderen an der Südostküste der Osterinsel. Die Sieger jedoch blieben an der Südwestküste beisammen.:389
Motu Nui besteht aus basaltischen Gesteinen und rotbraunem Tuff. Der vulkanische Ursprung hat dazu geführt, dass mehrere Lavaröhren entstanden sind, Höhlen, die in voreuropäischer Zeit kultisch genutzt wurden. Die kahle Insel trägt nur eine spärliche Pflanzendecke aus robusten, salztoleranten Gräsern. Sie hat eine Fläche von 0,039 Quadratkilometern (3,9 ha):193, die höchste Erhebung liegt 53 m über dem Meeresspiegel.:284
Trinkwasserquellen gibt es auf der Insel nicht. Nach Regenfällen entstehen kurzfristig Süßwassertümpel, die jedoch bald versickern, austrocknen oder deren Wasser durch Sprühnebel aus der Gischt salzig und ungenießbar wird.

## Legenden
Manche Legenden beschreiben Motu Nui als die Stelle, an der Hotu Matua, der mythische Gründervater des Osterinselvolkes, nach langer Fahrt über den Ozean mit 300 Begleitern beiderlei Geschlechts gelandet sein soll:

„The first landing was made on the islet of Motu Nui, on the north coast, and there the first food was cooked that had been tasted for one hundred and twenty days.
Die erste Landung erfolgte auf der Insel Motu Nui an der Nordküste und dort wurde das erste Essen gekocht, das seit einhundertzwanzig Tagen verkostet wurde.“

Angesichts der problematischen Verhältnisse auf der winzigen, kahlen und kaum zugänglichen Felsplatte erscheint es wenig glaubhaft, dass dort eine große Gruppe von Siedlern Zuflucht gefunden haben soll, wenn auch nur vorübergehend, zumal die Hauptinsel mit guten Landeplätzen in geringer Entfernung erreichbar war.
In der Sage vom großen Krieg zwischen den Ko Tuu und Hotu Iti, Allianzen der westlichen und östlichen Stämme der Osterinsel, wird Motu Nui als Zufluchtsort bezeichnet. Auch dies unterliegt einigen Zweifeln, da die Insel wegen fehlenden Trinkwassers nur mit ständiger Versorgung von außen als Aufenthaltsort geeignet ist.

## Vogelmannritual
Der Vogelmannkult und damit verknüpft die Verehrung von Makemake als einziger Gottheit war eine späte Episode in der Osterinselkultur. Er bestand wahrscheinlich ab der Mitte des 16. Jahrhunderts und löste im 17. Jahrhundert die Ahnenverehrung als „Staatsreligion“ ab. Die Rituale waren eng verbunden mit der Kultstätte Orongo, die auf dem Kraterrand des Rano Kao lag, und mit Motu Nui. Einmal im Jahr trafen sich die Stämme bei Mataveri (heute Ortsteil von Hanga Roa) und feierten ein Fest, bei dem jeder Stammesführer einen starken und gewandten Krieger (Hopu) vorstellte, der den Stamm in dem folgenden Wettstreit zu vertreten hatte. In einer Prozession zog man anschließend zur Kultstätte Orongo.
Die Hopu kletterten von Orongo die 300 m hohen, steilen Hänge des Rano Kao hinab, sprangen ins Meer und schwammen zum Motu Nui. Dort warteten sie die Ankunft der ersten Rußseeschwalben ab, die im September, im Frühling der südlichen Hemisphäre, zur Insel kamen, um zu brüten.

„The hopu lived together in a large cave of which the entrance is nearly concealed by grass. The inside, however, is light and airy; it measures 19 feet by 13, with a height of over 5 feet, and conspicuous among other carvings in the center of the wall is a large ao more than 7 feet in length. A line dividing the islet between Kotuu and Hotu Iti passed through the center of the cave, and also through another cave nearer the edge of the islet; in this latter there was at one time a statue about 2 feet high known as Titahanga-o-te-henua, or The Boundary of the Land. As bad weather might prevent fresh consignments of food during the weeks of waiting, the men carefully dried on the rocks the skins of the bananas and potatoes which they had brought with them, to be consumed in case of necessity.
Die Hopu lebten zusammen in einer großen Höhle, deren Eingang fast von Gras verdeckt ist. Das Innere ist jedoch hell und luftig; es misst 6 mal 4 m, mit einer Höhe von über 1,5 m, und neben anderen Gravuren in der Mitte der Mauer fällt ein großes Ao von mehr als 2 m Länge auf. Eine Grenze, die die Insel zwischen [den Stammesbünden der] Kotuu und Hotu Iti teilte, verlief durch die Mitte der Höhle [und] ebenfalls durch eine andere Höhle näher am Rand der Insel; in letzterer befand sich einst eine etwa 60 cm hohe Statue, die als Titahanga-o-te-henua oder „Die Grenze des Landes“ bekannt war. Da schlechtes Wetter während der Wochen des Wartens frische Lebensmittellieferungen verhindern konnte, trockneten die Männer sorgfältig die Schalen der Bananen und [Süß-]Kartoffeln, die sie mitgebracht hatten, um sie im Bedarfsfall zu verzehren.“

Die Hopu, die dort oft tage- oder wochenlang ausharrten, wurden von ihrem Stamm mit Nahrungsmitteln versorgt, die geschickte Schwimmer mit Schwimmhilfen aus Totora-Schilf anlieferten. Über den Transport von Trinkwasser gibt eine Legende Auskunft: Ein Krieger und sein Gefangener lebten zusammen in einer Höhle auf Motu Nui. Der Krieger wollte seinen Gefangenen töten und dessen Blut trinken, weil er durstig war. Doch der versprach, für Wasser zu sorgen, wenn er verschont würde. Er schwamm an Land und aus Bananenblättern bastelte er ein Gefäß, das er mit Moos füllte. Dann kletterte er zum Rano Kao, tränkte das Moos mit Süßwasser aus dem Kratersee und schwamm zu seinem Wärter zurück.:196
Als endlich die Seeschwalben auf Motu Nui eintrafen und ihr Brutgeschäft begannen, versuchte jeder der Hopu das erste gelegte Ei zu finden. Der glückliche Finder stieß einen Schrei aus, der auch in Orongo gehört wurde und rief laut den Namen seines Häuptlings. Sorgsam wickelte er das Ei in einen kleinen Korb, den er sich um die Stirn band. Möglichst schnell schwamm er zurück und kletterte die Klippen hoch, denn inzwischen hatten Konkurrenten möglicherweise ebenfalls Eier gefunden. Wer als Erster ankam und seinem Häuptling ein unbeschädigtes Ei überreichte, war der Sieger des Wettstreites und erlangte hohe Ehren. Der Häuptling wurde für ein Jahr der „Vogelmann“. Er entfernte sich sämtliche Körperhaare und bemalte seinen Schädel mit roter Farbe. In feierlicher Prozession wurde er, das Ei in der Hand, zum Rano Raraku geleitet, wo er in einem Paenga-Haus ein Jahr lang in Isolation wohnte.:331–341
Der Vogelmann durfte sich weder waschen noch baden und sich nicht die Nägel schneiden. Er erhielt eine Krone aus menschlichem Haar, die er ständig tragen musste, sonst erzürnte er seinen Aku Aku. Seine Person war sakrosankt und er nahm einen neuen Namen an, seinen „Vogelnamen“, nach dem das Jahr benannt wurde. Das ermöglicht auch heute noch eine einfach nachvollziehbare, auf der Religion basierende Zeitrechnung.:260. Das ausgeblasene Ei wurde mit Tapa ausgestopft und hing von der Decke des Paenga-Hauses herab.
Vogelmann war nicht nur ein prestigeträchtiger Titel, sondern mit handfesten Vorrechten für den siegreichen Stamm verbunden, der berechtigt war, Abgaben in Form von Nahrungsmitteln von den unterlegenen Stämmen einzutreiben. Nicht selten geschah dies willkürlich und mit brutaler Gewalt. Wer die Abgaben nicht entrichtete, dessen Hütte wurde niedergebrannt.:264 Die letzte Vogelmannzeremonie fand 1866 oder 1867 an der Kultstätte Orongo statt.:265.

## Archäologische Befunde
Wegen der schwierigen Erreichbarkeit der Insel wurde sie im Vergleich zu anderen Stätten der Osterinsel verhältnismäßig selten archäologisch untersucht: 1919 von Katherine Routledge, 1934 von Lavachery und Métraux von der belgisch-französischen Osterinselexpedition, nach 1935 von Pater Sebastian Englert, 1968 vom Archäologen Patrick C. McCoy, 1979 von der deutschen Anthropologin Heide-Margaret Esen-Baur, 1986 von Georgia Lee von der UCLA, 1983 und erneut 1990 von den Archäologen Claudio Christino und Edward Edwards von der Universidad de Chile und zwischen 2002 und 2012 von dem deutschen Höhlenforscher Hartwig-E. Steiner.
Die archäologischen Befunde beweisen, dass Motu Nui über Jahrhunderte zu kultischen Zwecken und als Grablege genutzt wurde. Auf der Insel gibt es mehrere Höhlen und Felsüberhänge, von denen bisher 21 untersucht sind. Bei acht der größeren waren die Einstiege mit Mauern aus nicht oder wenig bearbeiteten Steinen der Umgebung künstlich verengt. Ob dies aus Gründen der Verteidigung oder witterungsbedingt erfolgte, ist nicht bekannt.
In neun Höhlen fand man Felsbildkunst, sowohl als Gravur oder flaches Relief im Gestein als auch als Malerei mit Naturfarben. Außerdem trugen sieben auf der Insel verteilte Felsblöcke Petroglyphen, die jedoch stark erodiert und heute kaum noch zu identifizieren sind. Die Motive sind unterschiedlich, doch überwiegend mit dem Vogelmannkult und Makemake assoziiert. Neben dem Schädelgesicht als Symbol für Makemake gibt es Vogel- und Vogelmannfiguren, Vulven, grafische Formen (zum Beispiel eine Spirale), die Darstellung eines Meerestieres, vielleicht eines Wales oder Haies, und weitere nicht identifizierbare Kreaturen. Besonders erwähnenswert ist die Felszeichnung eines Auslegerkanus, dessen Bug ein Makemake-Kopf ziert in der Nähe des Einganges von „Höhle A“ (MN 7).:331 Die Motive haben Ähnlichkeit mit den in Orongo gefundenen und belegen die Einbindung von Motu Nui in die dort praktizierten Riten.:201
Katherine Routledge untersuchte zwei Höhlen und fand Skelettreste mit Fetzen von Tüchern aus Tapa-Rindenbaststoff, in die die Leichen vormals eingehüllt waren. Die Wände der größeren Höhle waren mit Gesichtern (wahrscheinlich Makemake) in roter Farbe und mit Vogel(mann)zeichnungen ausgeschmückt.:274 Die gebräuchliche Bestattungsform der Rapanui in der Spätzeit war die Zweitbestattung von Skelettresten und deren Aufbewahrung in Höhlen, Felsüberhängen oder sonstigen Hohlräumen (zum Beispiel unter umgestürzten Moai). Die in Tüchern aus Tapa-Rindenbaststoff oder Matten aus Totora-Schilf eingehüllten Knochen wurden entlang der Höhlenwände deponiert. Die in Höhlen des Festlandes mittels Obsidian hydration dating (OHD), einer geochemischen Methode der Altersbestimmung an Gegenständen aus Obsidian, ermittelten Daten weisen auf das 18. Jahrhundert hin.
Die Archäologen Claudio Christino und Edward Edwards haben 1983 die Überreste einer kleinen, einfach gebauten Zeremonialplattform (Ahu) mit angeschlossenem Krematorium auf Motu Nui entdeckt. Eine Radiokohlenstoffdatierung von Holzkohleresten ließ sich auf das Jahr 1174 n. Chr. datieren. Fragmente von Tuffstein, der aus dem Rano Raraku stammt, stützen die Vermutung, dass einst ein (kleiner) Moai auf der Plattform stand.
Offenbar gab es auf Motu Nui auch ein Paenga-Haus, denn Claudio Christino und Edward Edwards fanden Fundamentsteine (keho), die 1990 nach einem Flächenbrand auf der Insel zutage getreten waren:

„On the flat east end of the islet, six boat house foundations were recorded and some excavations made to acquire datable materials. The boat house foundations were constructed of keho, basaltic slabs from Rano Kau.
Am flachen östlichen Ende der Insel wurden sechs Bootshausfundamente verzeichnet und einige Ausgrabungen durchgeführt, um datierbare Materialien zu erhalten. Die Bootshausfundamente wurden aus Basaltplatten vom Rano Kau (Keho) gefertigt.“

## Statue Titahanga-o-te-henua
Die Statue mit Namen Titahanga-o-te-henua, die sich heute im Pitt Rivers Museum in Oxford befindet, ist ein nicht besonders kunstvoll gefertigter Moai, der aus eher grobkörnigem Basalt besteht und 61 cm hoch ist.
Die Figur stand wahrscheinlich in der etwas nordwestlich der Inselmitte gelegenen, sogenannten „Höhle A“, mit 18,5 m² die größte auf Motu Nui. Wie Katherine Routledge in einer Fußnote schreibt, war der Moai bereits vor ihrer Ankunft aus der Höhle entfernt und an Land gebracht worden. Ihre Annahme, die Figur sei ein Grenzmarker, ist eine Vermutung, die aber durchaus nicht unrealistisch ist.:261 Der Archäologe Britton L. Shepardson hat auf dem Festland direkte Verbindungen zwischen territorialen Grenzen der Stämme und mehreren Moai im Inland festgestellt.

## Tourismus
Das Betreten von Motu Nui ist aus Gründen des Natur- und Denkmalschutzes genehmigungspflichtig. Außerdem ist die Insel für Touristen kaum erreichbar. Die einzige Möglichkeit zur Überfahrt besteht darin, sich von örtlichen Fischern im Boot dorthin bringen zu lassen, eine Überfahrt, die nur bei guten Wetterbedingungen und ruhiger See möglich ist. Die Brandung ist meist heftig und man kann nicht an der Insel anlegen. Besucher müssen daher vom schwankenden Boot auf die nassen, rutschigen Felsen springen (und zurück) oder dorthin schwimmen.

## Trivia
In dem 2016 erschienenen Disney-Film „Vaiana“, der von der Kultur und Landschaft der pazifischen Inseln inspiriert ist, lebt Vaiana, die Tochter des Stammeshäuptlings, auf einer Insel mit Namen Motunui.